# ادولف دلاندرس
ادولف دلاندرس (انگلیسی: Adolphe Deslandres; ۲۲ ژانویهٔ ۱۸۴۰ – ۳۰ ژوئیهٔ ۱۹۱۱) آهنگساز اهل فرانسه بود.
وی همچنین برندهٔ جوایزی همچون جایزه بزرگ رم شده‌است.